# Discoderus texanus
Discoderus texanus är en skalbaggsart som beskrevs av Thomas Casey. Discoderus texanus ingår i släktet Discoderus och familjen jordlöpare. Inga underarter finns listade i Catalogue of Life.